# Friedrich Rudolf Dalitz
Friedrich Rudolf Dalitz (* 28. Dezember 1721 in Danzig, Polnisch Preußen; † 1804 in Danzig, Westpreußen) war ein deutscher Orgelbauer in Danzig.

## Leben
Sein Vater war Goldschmied in Danzig, die Mutter war Maria Elisabeth, geborene Lange. Friedrich Rudolf Dalitz lernte bei Andreas Hildebrandt und ging danach nach Königsberg. Um 1749 kehrte er nach Danzig zurück und arbeitete in der Werkstatt seines Lehrmeisters. Dort baute er 1750 seine erste eigene Orgel als Probstück. Um 1755 übernahm er die Werkstatt Hildebrandts. Friedrich Rudolf Dalitz baute auch Clavecins, um etwa 1765 als erster ein Clavecin royale, ein Cembalo mit Flötenregister, das 1774 auch Joachim Wagner  baute. 1790 bis 1793 stellte Dalitz die Orgel in der Klosterkirche in Oliva fertig, die die größte ihrer Zeit war.
Dalitz wohnte in Danzig zunächst auf den Dämmen, ab etwa 1800 im Haus von Hildebrandts Nachkommen in der Breitgasse. Er war zweimal verheiratet und hatte mehrere Kinder. Sein Todestag ist nicht bekannt, er wurde am 1. März 1804 auf dem Kirchhof von St. Johannes in Danzig bestattet. Sein Nachfolger wurde Christian Ephraim Ahrendt.

## Orgeln (Auswahl)
Von Friedrich Rudolf Dalitz sind heute etwa 15 Orgelneubauten bekannt, dazu einige Umbauten und Reparaturen. Erhalten sind der Prospekt und Teile der großen Orgel in Oliva, sowie Prospekte in Danzig, Kirche zum Heiligen Leichnam und Stegna (Steegen).
Orgelneubauten
| Jahr      | Ort              | Gebäude             | Bild | Manuale | Register | Bemerkungen |
| --------- | ---------------- | ------------------- | ---- | ------- | -------- | --- |
| 1750      | Guttland         | Kirche              |      |         | 19       | erste eigene Orgel |
| 1755–1756 | Thorn (Toruń)    | Heilig Geist        |      | II/P    | 34       | 1873/74 Umbau durch Sauer, 1989 abgebrannt, 2004 Rekonstruktion des Prospekts mit neuer Orgel, die in Deutschland gekauft wurde |
| 1762–1763 | Elbing (Elbląg)  | St. Anna            |      |         |          | 1866 umgebaut |
| 1865      | Mewe             | Evangelische Kirche |      |         |          | mehrmals umgebaut |
| 1765–1767 | Danzig (Gdańsk)  | Heiliger Leichnam   |      | III/P   | 34       | Prospekt erhalten, 1912 von Heinrichsdorff umgebaut, 1945 ausgelagert und Pfeifen ausgeplündert, Prospekt wieder aufgebaut      |
| 1777–1778 | Danzig           | St. Marien          |      |         |          | Chororgel |
| 1790–1793 | Oliva (Oliwa)    | Klosterkirche       |      | III/P   | 81       | Prospekt und Teile der Orgel erhalten, Fertigstellung nach Wulff, größte Orgel dieser Zeit, mehrmals umgebaut                   |
| 1798      | Steegen (Stegna) | Kirche              |      | I/P     | 24       | Prospekt erhalten, 1914 Umbau durch Schlag                                                                                      |

Weitere Arbeiten
- 1758–1760 Danzig, St. Marien, große Orgel, Restaurierung und Umdisponierung